# Alitame
L'alitame è un dolcificante semisintetico.
Sviluppato dalla Pfizer nei primi anni ottanta e commercializzato in alcuni paesi col marchio Aclame, ha un potere dolcificante pari a 2000 volte quello del saccarosio e 10 volte quello dell'aspartame. A differenza di quest'ultimo, l'alitame può essere assunto da individui affetti da fenilchetonuria, non contenendo l'amminoacido fenilalanina.